# 발리 왕국
발리 왕국(인도네시아어: Kerajaan Bali)은 한때 인도네시아의 소순다 열도에 있는 발리 섬의 일부를 통치했던 힌두교 - 불교 왕국의 연속체이다. 10세기 초에서 20세기 초에 걸친 발리 토착 군주제의 역사를 가진 발리 왕국은 고대 자와 중개자를 통해 인도에서 전파된 힌두교와 토착 조상 숭배의 요소가 결합된 발리 힌두교를 신봉하여 정교한 발리 궁정 문화를 형성하였다.
인도네시아 힌두교-불교 시대에 이웃한 자와섬과의 근접성과 가까운 문화적 관계로 인해 발리 왕국의 역사는 종종 얽혀 있었고 9세기부터 13세기까지는 마타람 왕국, 13세기부터 15세기까지는 마자파힛 제국 등 발리섬의 문화, 언어, 예술 및 건축은 자와의 영향을 받았다. 자와의 영향력과 존재는 15세기 후반에 마자파힛 제국의 몰락과 함께 더욱 강력해졌다. 제국이 드막 술탄국의 이슬람 신하에게 함락된 후 많은 힌두교 마자파힛 궁정, 귀족, 사제, 장인들이 발리섬으로 피난처를 찾았다. 결과적으로 발리는 역사가 라메쉬 찬드라 마줌다르가 인도-자와 문화와 문명의 마지막 거점으로 묘사한 곳이 되었다. 이후 수세기 동안 발리 왕국은 이웃 섬으로 영향력을 확대했다. 예를 들어 발리의 겔겔 왕국은 자와 동부의 블람방간 지역, 이웃한 롬복섬, 숨바와섬의 서부까지 영향력을 확장했으며, 카랑가셈은 후기 롬복 서부 지역을 통치했다.
19세기 중반 이후로 네덜란드 동인도 회사는 발리에 개입하기 시작했으며, 발리의 소왕국에 대한 정복을 하나씩 시작했다. 20세기 초까지 네덜란드는 발리의 정복을 완료했으며, 이 작은 왕국들이 그들의 통제 하에 놓이게 되었는데, 무력에 의해 푸푸탄과의 전투로 이어진 대규모 의식 자살이 발생했거나 네덜란드에 항복했다. 어느 쪽이든, 이 발리 왕가 중 일부가 여전히 살아남았음에도 불구하고 이러한 사건으로 인해 지방 정부가 네덜란드 식민 행정으로 바뀌고 나중에 인도네시아 공화국 내의 발리 주정부로 바뀌면서 발리 토착 독립 왕국의 역사가 끝났다.

## 역사

### 선사 시대
발리는 구석기 시대(기원전 1년~기원전 200,000년)부터 인간이 거주해 왔으며 , 이는 발리의 셈비란 및 트룬얀 마을에서 손도끼와 같은 고대 도구가 발견된 것으로 입증되었다.  그러나 현재 발리인의 조상은 기원전 3,000년에서 600년경 신석기 시대에 이 섬에 도착했는데, 쌀 재배 기술과 오스트로네시아어를 사용하는 것이 특징이었다. 발리의 청동기 시대는 기원전 600년에서 기원후 800년까지 이어졌다.

### 초기 왕국

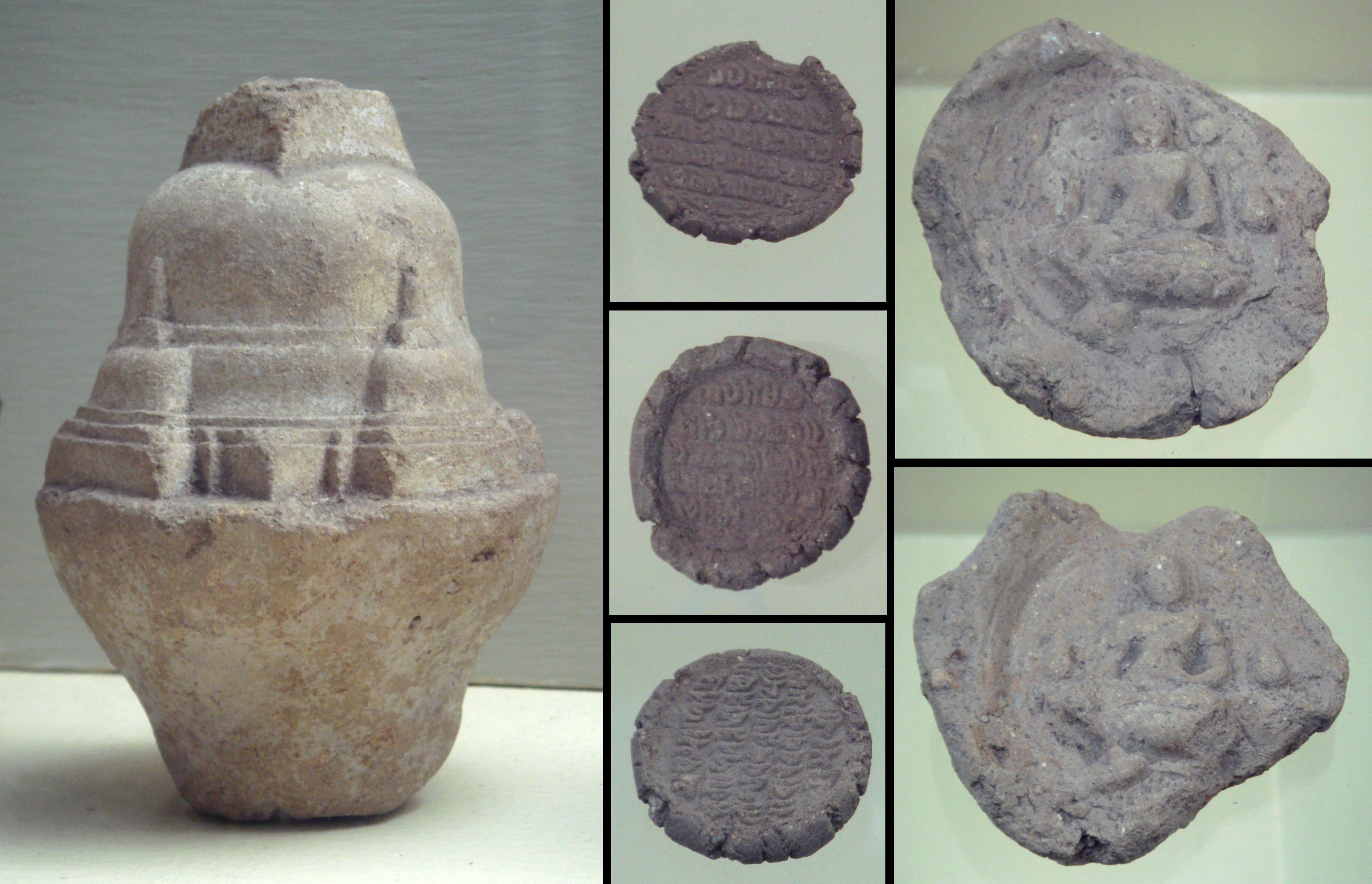
8세기 발리의 불교 봉헌 판이 들어 있는 스투피카. 중부 자바 불교 예술과 유사한 종 모양의 사리탑.

발리의 역사 시대가 시작된 것은 8세기로, 당시에 새겨진 불교 봉헌 점토판의 발견으로 특징지어진다. "스투피카"라고 하는 작은 점토 불탑에서 발견된 이 불교 봉헌판은 발리에서 처음으로 알려진 비문으로 기원후 8세기경으로 거슬러 올라간다. 이러한 스투피카는 페젱, 타티아피 및 발라바투흐 마을의 기안야르에서 발견되었다. 종 모양의 스투피카는 보로부두르와 그 시대의 다른 불교 사원에서 발견된 8세기 중부 자바 불교 예술의 사리탑 스타일과 유사하며, 이는 샤일렌드라가 초기 발리 역사의 불교 순례자 또는 거주자와 관련이 있음을 시사한다.

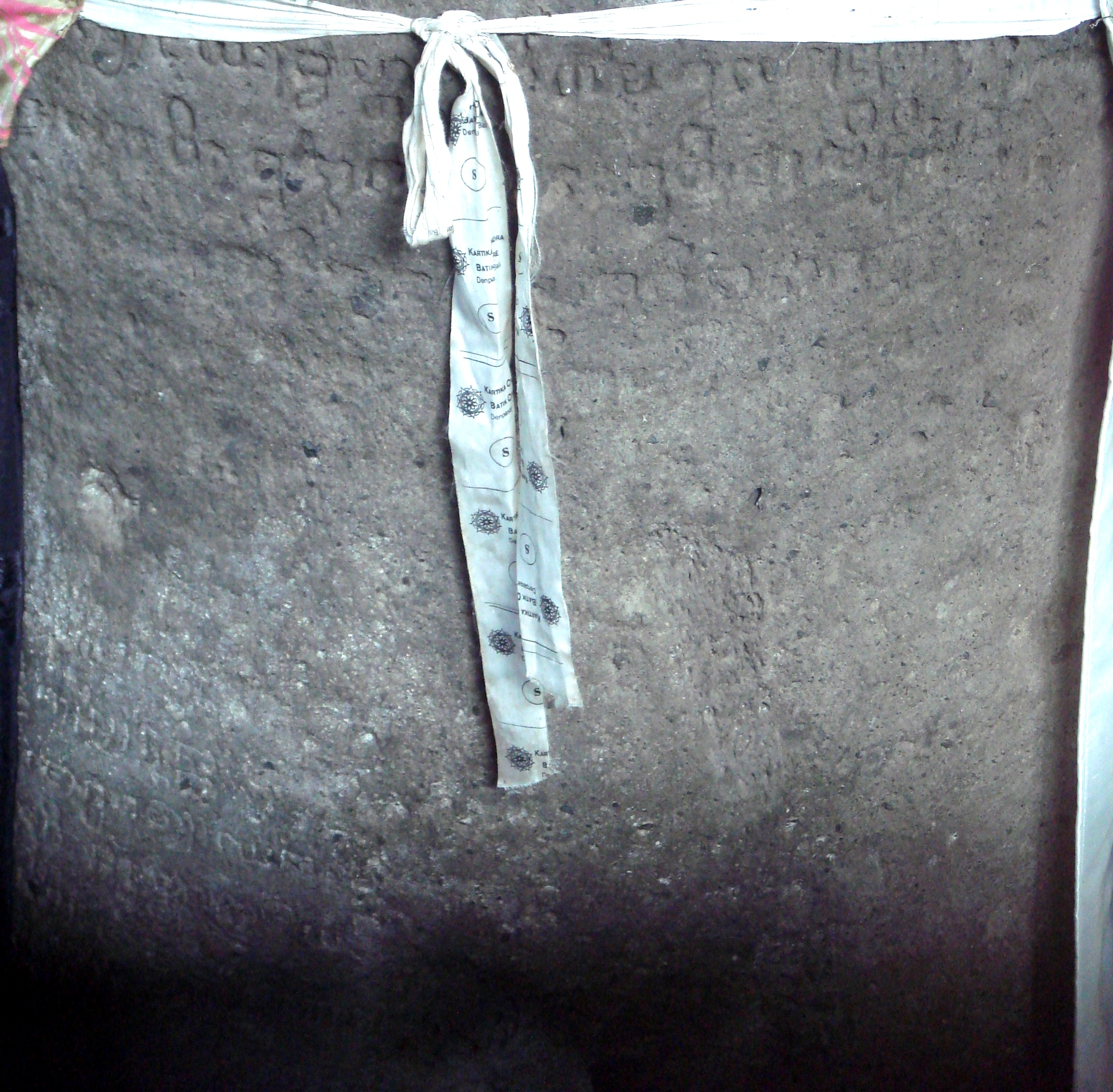
발리에서 가장 오래된 비문 중 하나인 사누르의 벨란종 기둥 (914)

10세기 초 스리 케사리 와르마데와라는 왕이 사누르 해변의 남쪽 스트립 근처에서 발견된 벨란종 기둥 비문을 발행했다. 발리에서 발견된 가장 오래된 비문에는 그것을 발행한 통치자의 이름이 적혀 있다. 기둥은 인도 사카력에 따라 914년으로 거슬러 올라간다. 케사리의 다른 3개의 비문은 발리 중부에 알려져 있는데, 이는 섬의 산악 내부에서 갈등을 암시한다. 스리 케사리는 와마데와 칭호를 지닌 최초의 알려진 통치자로서 자바 확장 이전에 여러 세대에 걸쳐 통치자들이 사용했다.
왕국의 수도가 10세기와 11세기에 정확히 어디에 있었는지는 알려져 있지 않지만, 왕국의 정치적, 종교적, 문화적 중심지는 오늘날의 지안야르 섭정에 있었을 것으로 추측된다. 지안야르의 우부드 인근에 있는 고아 가자흐의 석굴 사원과 목욕탕은 동시기에 만들어졌다. 그것은 불교와 힌두교 시바교 도상학의 조합을 보여준다. 여러 스투파, 스투피카 및 보살의 이미지는 와르마데바 왕조가 대승불교의 후원자임을 암시한다. 그럼에도 불구하고 이 기간 동안 발리에서도 힌두교가 행해지고 있었다.

### 자와에게 종속

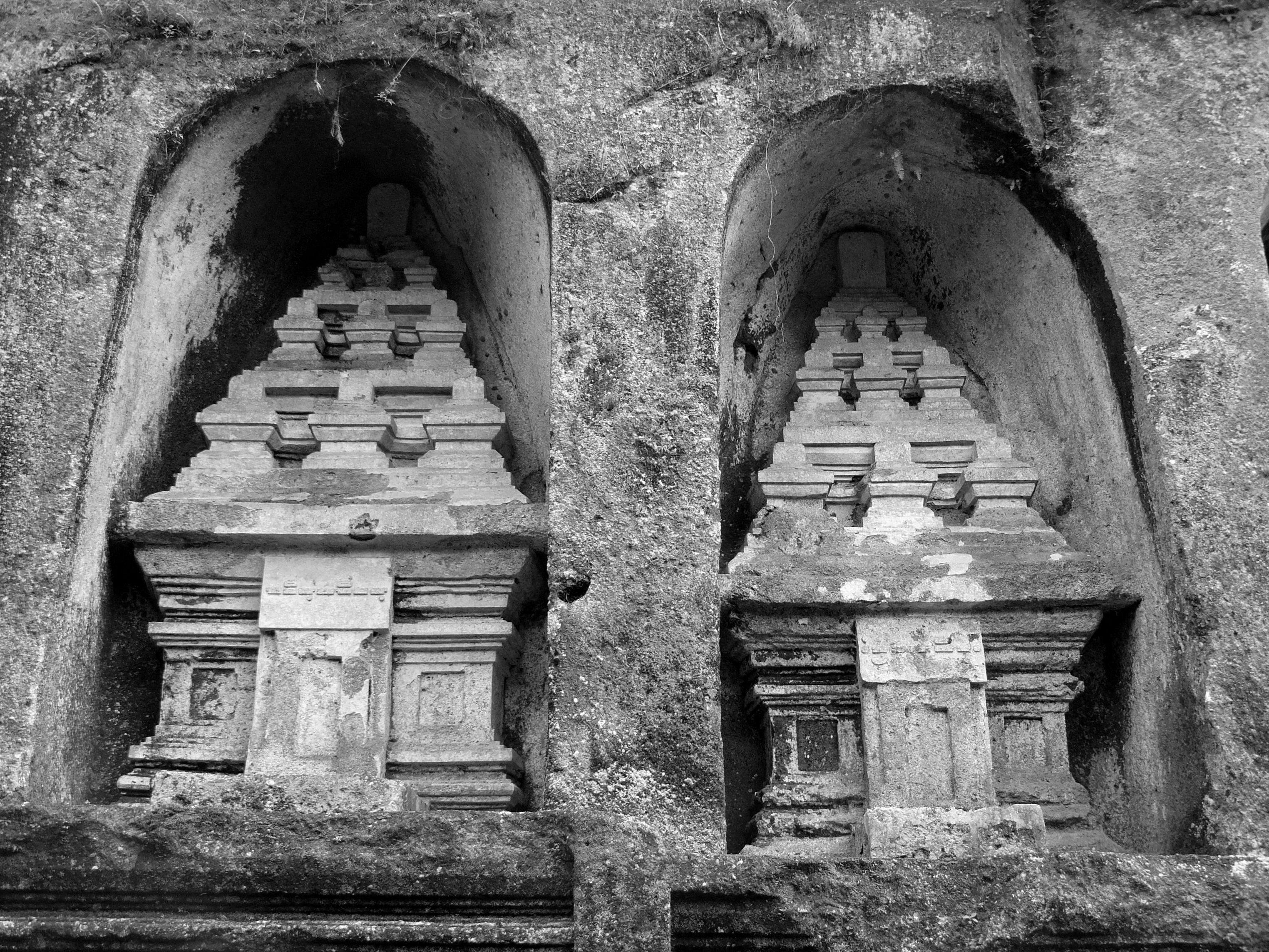
구눙 카위의 암석을 깎아 만든 칸디 사당은 마타람 시대 후기에 자바와 유사한 사원 양식을 보여준다.

10세기 후반에 발리는 우다야나 와르마데와왕과 그의 왕비 마헨드라닷타, 즉 동자와에서 온 이샤나 왕조의 공주에 의해 통치되었다. 마헨드라닷타는 스리 마쿠타왕스와르다나 왕의 딸이자 마타람 국왕 다르마왕사의 누이였다. 발리 궁정에 자와인 왕비가 있었다는 것은 발리가 동부 자와와 동맹을 맺었거나 발리가 자와의 봉신임을 암시한다. 그들의 결혼은 발리를 동부 자와 마타람 영역의 일부로 봉인하기 위한 정치적 합의였다. 발리 왕실 부부는 자와의 유명한 왕인 에어랑가(1001~1040년대 후반)의 부모였다. 에어랑가의 남동생 마라카타와 이후 아나크 웅추가 발리 왕위에 올랐다.
탐팍시링에 있는 구눙 카위 바위를 깎아 만든 칸디 사당은 같은 시기에 만들어졌으며, 마타람 시대 후기에 자와의 유사한 사원 양식을 보여준다. 와르마데와 왕조는 자야사크티(1146-50)와 자야팡구스 (1178-81)의 치세와 함께 12세기까지 발리를 계속 잘 통치했다. 이 기간 동안 중국 왕조과의 접촉도 중요했다. 케펭이라는 중국 동전은 발리 경제에서 널리 사용되었다. 12세기에 북부 발리의 자야팡구스 왕은 중국 공주와 결혼한 것으로 알려져 있으며, 바롱 란둥 예술 형식을 통해 왕과 중국 왕비의 형상으로 불후의 명성을 얻었다.
와마데와 왕조 이후, 그들의 후손과 자와 궁정과의 연결 이후, 발리의 통치자에 대한 더 자세한 정보는 계속해서 찾아볼 수 없다. 발리는 자와에서 완전히 독립된 새로운 토착 왕조를 발전시킨 것 같다.
13세기 후반에 발리는 자와 문헌에 다시 등장했다. 1284년에 자와 왕 케르타네가라는 발리 통치자에 대한 군사 공격 원정을 시작했다. 자와 연대기 나가라케르타가마에 따르면, "사카력 1206년(서기 1284년)에 그는 발리를 부수기 위해 사절을 보냈고, 머지 않아 그 여왕은 정복되어 왕 앞에 정식으로 포로로 끌려갔다"(42.1). 이 원정은 발리를 싱하사리의 영토에 통합한 것으로 보인다. 그러나 1292년 겔랑겔랑의 자야카트왕 반란으로 케르타네가라가 죽고 싱하사리가 함락되자 자바는 발리에 대한 통치를 주장할 수 없었고 발리 통치자들은 다시 자와로부터 독립을 누렸다.
자와어와의 접촉은 고대 자와어 스타일인 카위어의 영향을 받은 발리어에 깊은 영향을 미쳤다. 이 언어는 오늘날 발리에서 드물게 사용된다.

### 마자파힛 시대

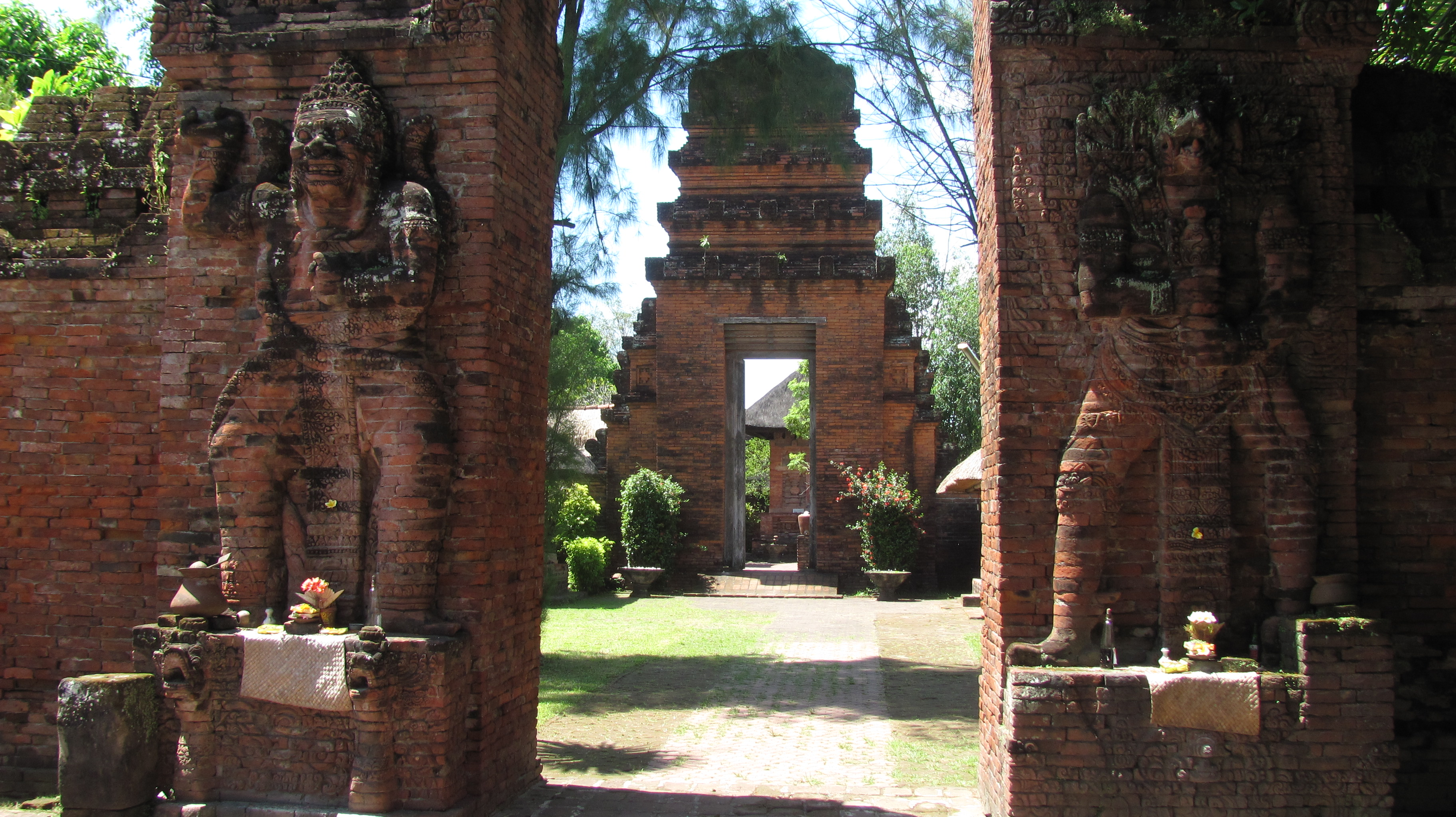
발리 덴파사르에 있는 푸라 마이스파힛("마자파힛 사원")는 전형적인 마자파힛식 붉은 벽돌 건축물을 보여준다.

동부 자와에서 마자파힛은 트리부와나 위자야퉁가데위 여왕과 유능하고 야심찬 총리 가자 마다의 통치하에 마자파힛 함대가 인근 발리를 포함한 인도네시아 군도의 이웃 섬으로 확장되는 것을 보았다. 바다드 아리아 타바난 필사본에 따르면 1342년 가자 마다가 이끄는 마자파힛군이 팔렘방의 섭정인 아리아 다마르 장군의 지원을 받아 발리에 상륙했다. 7개월 간의 전투 끝에 마자파힛군은 1343년 베둘루(베다훌루)에서 발리 국왕을 물리쳤다. 발리를 정복한 후 마자파힛은 발리의 통치권을 아리아 다마르의 동생들에게 분배했다. 아리아 켄쳉, 아리아 쿠타완디라, 아리아 센통 및 아리아 베롱은 마자파힛 깃발 아래에 그의 형제들을 이끌고 발리를 통치했으며, 그는 타바난과 바둥 왕가의 발리 왕의 조상이 되었다.
1365년 하얌 우룩의 통치 기간 동안 작곡된 나가라케르타가마의 Canto 14에는 발리의 여러 장소가 언급되어 있다. 베다훌루 및 르와 가자(고아 가자로 추정됨)는 마자파힛 지배하에 있는 장소이다. 마자파힛의 발리 수도는 삼프란간과 겔겔에 설립되었다. 1389년 하얌 우룩이 사망하자 마자파힛은 계승을 둘러싼 갈등과 함께 꾸준한 쇠퇴기에 접어들었고, 특히 파레그레그 전쟁(1405년에서 1406년)이 있었다.
1468년 케르타부미 왕자는 싱하위크라마와르다나 왕에게 반란을 일으키고 트로울란을 함락시켰다. 찬탈당한 왕은 수도를 더 내륙으로 이동하여 다하(카디리의 이전 수도)로 이동하여 마자파힛을 두 개의 권력 중심지로 효과적으로 분할했다. 트로울란과 다하. 싱하위크라마와르다나는 1474년 다하를 통치한 그의 아들 라나위자야가 계승했다. 마자파힛의 영향력과 경제적 이익을 유지하기 위해 케르타브후미는 자와 북부 해안에 대한 무슬림 상인 무역권을 부여했으며, 이는 이후 수십 년 동안 드막 술탄국의 명성으로 이어졌다. 이 정책은 마자파힛의 경제와 영향력을 증가시켰지만 이슬람이 자바에서 더 빠르고 자유롭게 퍼지기 시작하면서 힌두교와 불교의 주요 종교로서의 위치를 약화시켰다. 불만이 쌓인 힌두교 - 불교 추종자들은 나중에 라나위자야에게 케르타브후미를 물리칠 것을 촉구했다.
1478년 우다라 장군 휘하의 라나위자야의 군대는 트로울란 방어선을 돌파하고 그의 궁전에서 케르타브후미를 죽였다. 드막은 수난 느구둥 휘하의 지원군을 보냈고, 그는 나중에 전투에서 사망하고 수난 쿠두스로 교체되었지만 구출하기에는 너무 늦었다. 케르타부미는 라나위자야의 군대를 격퇴했지만. 이 사건은 지우와 페탁 비문에 언급되어 있는데, 여기서 라나위자야는 자신이 이미 케르타브후미를 물리치고 마자파힛을 하나의 왕국으로 재결합했다고 주장했다. 라나위자야는 1474년부터 1498년까지 공식 이름인 기린드라와르다나로 통치했으며 우다라가 그의 부섭정이었다. 이 사건은 드막 술탄국과 다하 사이의 전쟁으로 이어졌다. 데막의 통치자인 라덴 파타가 케르타브후미의 후손이었기 때문이다.
1498년에 부섭정인 우다라는 기린드라와르다나의 자리를 찬탈했고 드막과 다하 사이의 전쟁은 중단되었다. 그러나 이 미묘한 균형은 우다라가 믈라카의 포르투갈에 도움을 요청하고 드막의 아디파티 유누스가 믈라카와 다하를 모두 공격하도록 이끌면서 깨졌다. 다른 이론은 마자파힛에 대한 드막의 공격이 아디파티 유누스의 할아버지 프라부 피레 케르타부미를 물리친 기린드라와르다나에 대한 복수 때문이라고 제안했다. 드막이 이끄는 다하의 패배는 자와에서 힌두 마자파힛 시대의 종말을 의미했다. 제국이 멸망한 후, 많은 마자파힛 귀족, 장인, 성직자들은 자와 동부의 내륙 산악 지역, 자와 동부 끝의 블람방안 또는 좁은 해협을 건너 발리로 피신했다. 난민들은 케르타부미에 대항하여 라나위자야를 지지한 드막의 보복을 피하기 위해 아마도 도망쳤을 것이다.
자와 마자파힛 제국은 문화적으로나 정치적으로 발리에 영향을 미쳤다. 마자파힛 궁정은 1478년 이슬람 통치자의 정복 이후 발리로 도피하여 사실상 전체 문화의 이전을 초래했다. 발리는 힌두 자와 문화의 연속체로 여겨져 현대에 와서 발리에 대한 지식의 주요 원천이 되었다. 들어오는 자와인 귀족과 사제들은 발리에 마자파힛 양식의 궁전을 설립했다. 유입은 몇 가지 중요한 발전으로 이어졌다. 마자파힛 왕족과 함께 저명한 발리 가족의 결혼은 발리의 상위 카스트 혈통의 기초로 이어졌다. 자와 아이디어, 특히 마자파힛 전통은 섬의 종교와 예술에 영향을 미쳤다. 자와어는 또한 발리어에 영향을 미쳤다. 현대 발리 건축과 사원은 마자파힛 황금 시대의 동부 자와 사원의 미학과 양식과 많은 공통점을 공유한다. 나가라케르타가마, 수타소마, 파라라톤 및 탄투 파겔란과 같은 수많은 마자파힛 필사본은 발리와 롬북의 왕립 도서관에 잘 보관되어 있으며 이 필사본들을 통해 마자파힛에 대한 귀중한 역사적 기록을 엿볼 수 있다. 역사가 라메쉬 찬드라 마줌다르는 발리가 자와 요소의 유입으로 인해 "곧 인도-자와 문화와 문명의 마지막 거점이 되었다"고 말한다.

### 겔겔 왕국

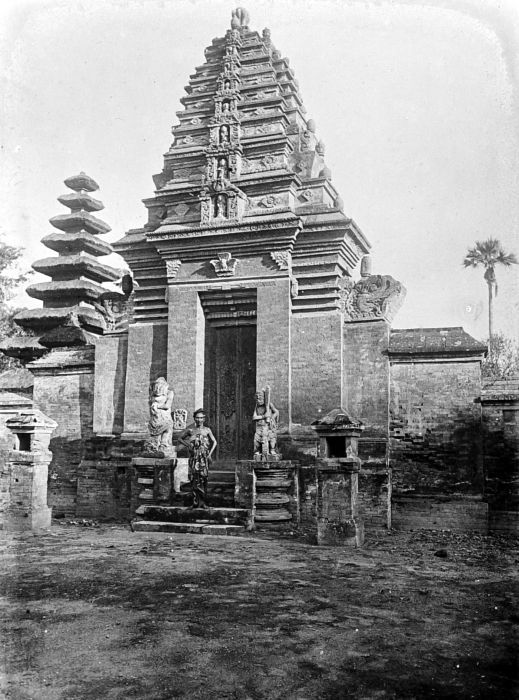
발리의 옛 왕도인 겔겔의 문.

바바드 달렘 필사본 (18세기에 작곡된)에 따르면, 자와계 힌두 왕국 마자파힛이 발리를 정복한 후 옛 왕가의 중심지인 베둘루 근처의 오늘날 기안야르군의 삼프랑간에 봉신 왕조가 설치되었다. 이 사건은 14세기 중반에 일어났다. 첫 번째 삼프랑간의 통치자인 스리 아지 크레스나 케파키산은 세 아들을 낳았다. 이들 중 가장 나이가 많은 달렘 삼프랑간이 통치권을 승계했지만, 무능한 통치자가 되었다. 그의 막내 형제 달렘 케투트는 삼프랑간이 잠적하는 동안 겔겔에 새로운 왕좌를 세웠다.
1512년 안토니오 아브레우와 프란시스코 세랑이 이끄는 포르투갈 원정대가 포르투갈령 믈라카를 출발해 발리 북쪽 해안에 도착하면서 유럽과 발리 간의 접촉이 시작되었다. 발리도 1512년 프란시스코 로드리게스의 지도에 그려졌다. 1527년 동자와 마자파힛의 다하가 데막 술탄국에게 함락되면서 힌두교 귀족과 성직자, 장인들이 발리로 피신했다. 1585년 믈라카의 포르투갈 정부는 배를 보내 발리에 요새와 교역소를 세웠지만 배가 부킷 반도의 암초에 걸려 임무가 실패했다.
16세기까지 겔겔의 푸리 (발리 궁정)는 이 지역의 강력한 정치가가 되었다. 드와 케투트의 후계자 달렘 바튀르공은 16세기 중반에 통치했다. 그는 자바에서 힌두교의 쇠퇴로부터 도망친 니라르타라고 불리는 자와인의 브라만 현자를 받았다. 그 왕은 발리 힌두교의 정신주의를 형성하는 광범위한 문학 작업을 수행한 니라르타의 후원자가 된다. 달렘 바튀르공의 치세 동안 대부분의 자와 동부의 롬복, 서부 숨바와 블람방안이 겔겔의 종주 하에 연합함에 따라 겔겔은 정점에 도달했다. 여전히 힌두교를 믿었던 블람방안에 대한 겔겔의 영향은 자와 전체를 통합하고 또한 이슬람 신앙을 전파하기를 열망한 마타람 술탄국의 관심을 끈 것으로 보인다. 1639년 마타람은 블람방안으로의 침공을 시작했다. 겔겔 왕국은 무슬림 마타람의 이슬람 확장에 대항하는 완충제로서 즉시 블람방안을 지원했다. 블람방안은 1639년 항복했지만, 마타람 군대가 철수한 직후 빠르게 독립을 되찾고 발리에 다시 합류했다. 술탄 아궁의 죽음 이후, 마타람 술탄국 스스로도 내부 문제에 몰두하느라 원정을 지속하는데 흥미를 잃은 것으로 보인다.

### 발리의 아홉 왕국

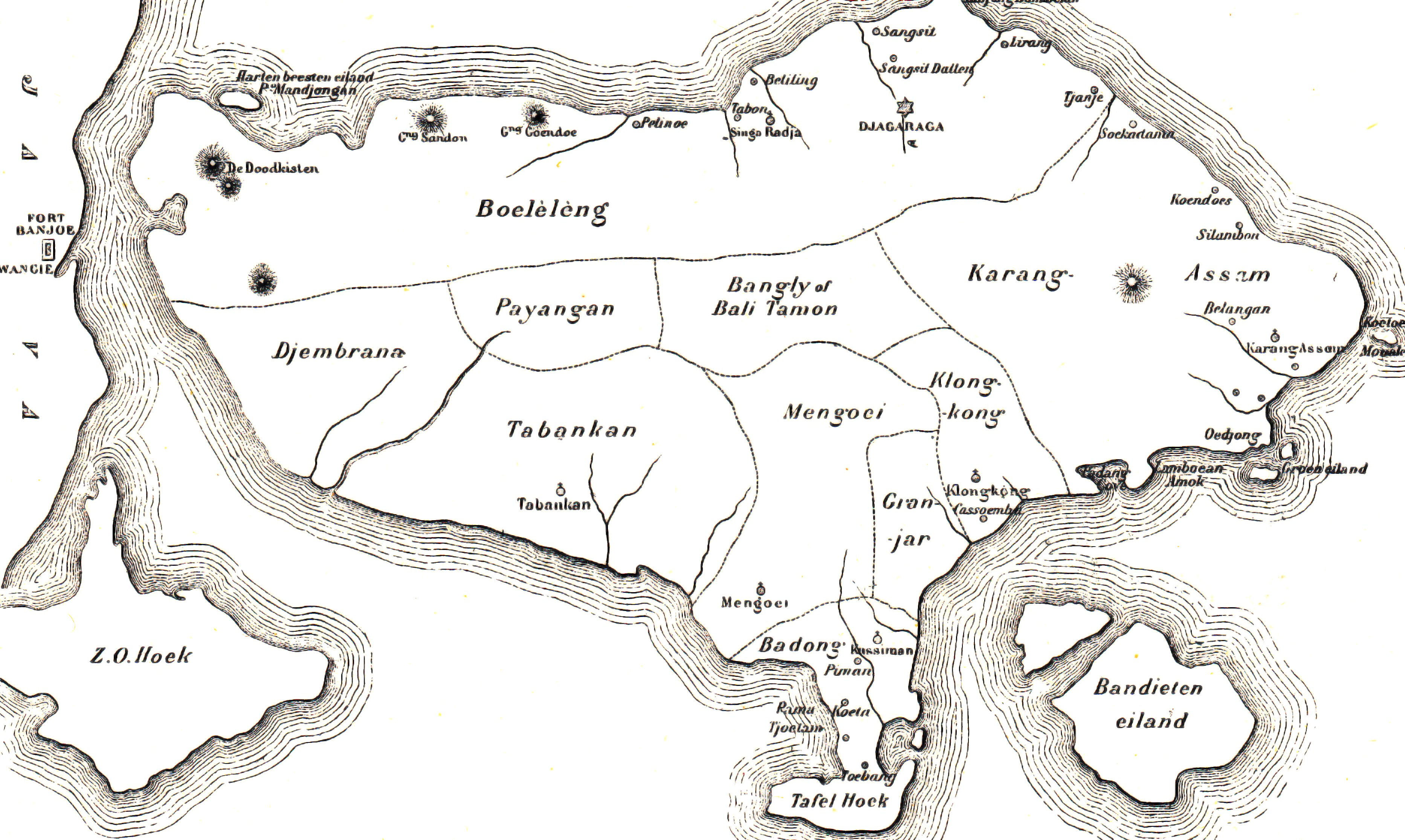
1900년경 발리의 아홉 왕국 지도

1651년 이후 겔겔 왕국은 내부 갈등으로 인해 해체되기 시작했다. 1686년에 겔겔에서 북쪽으로 4킬로미터 떨어진 클룽쿵에 새로운 왕궁이 세워졌다. 드와 아궁이라는 제목으로 알려진 클룽쿵의 통치자들은 그러나 발리에 대한 권력을 유지할 수 없었다. 이 섬은 9개의 소왕국들인 클룽쿵, 불렝, 카랑가셈, 멍위, 바둥, 타바난, 기안야르, 방글리, 젬브라나로 나뉘었다. 이 작은 왕국들은 그들만의 왕조를 발전시켰고, 그들만의 푸리 (발리 왕궁 경내)를 건설했고, 그들만의 정부를 세웠다. 그럼에도 불구하고, 발리의 이 9개의 왕국들은 클룽쿵의 드와 아궁 왕들이 발리 왕들 사이에서 그들의 원초적인 상호 관계이며 발리의 왕으로서 명예로운 칭호를 받을 자격이 있다는 것을 인정했다. 이 왕국들의 대부분은 오늘날 발리의 카부파텐 (백성)의 기초와 경계를 형성했다.
비록 그들은 데와 아궁을 발리에서 상징적으로 가장 중요한 지위로 승인했지만, 그 후 수세기 동안, 다양한 왕국들은 그들 사이에서 끊임없는 전쟁을 계속했다. 이것은 발리에 많은 왕들이 있기 때문에 발리 통치자들 사이의 복잡한 관계로 이어졌다. 이 상황은 19세기 네덜란드가 오기 전까지 지속되었다.

### 외국 개입

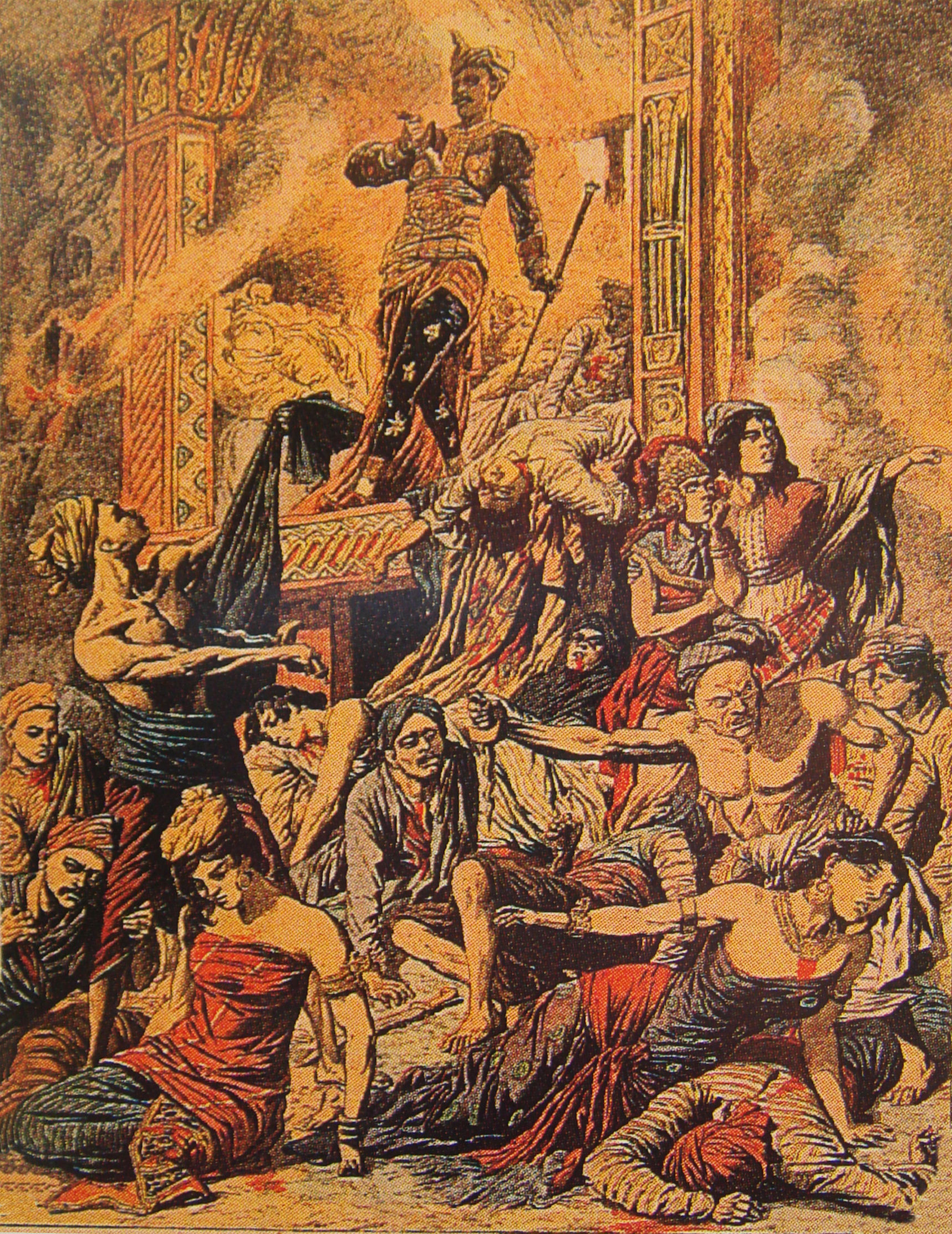
불렌덴의 라자는 1849년 400명의 추종자들과 함께 스스로 목숨을 끊었다.

비록 유럽과의 접촉이 1512년부터 그리고 그 후 1585년에 포르투갈 함대에 의해 이루어졌지만, 발리 왕국들이 마자파힛 시대 이래로 보존된 그들의 삶의 방식을 계속함에 따라 발리에서 유럽의 힘의 진정한 존재는 느껴지지 않았다. 1597년, 코르넬리스 드 하우트만과 함께한 네덜란드의 배들이 발리에 도착했다. 두 번째 네덜란드 원정은 1601년, 야콥 판 헴스커크의 원정이었다. 이 때, 겔겔의 달렘은 마우리츠 왕자에게 편지를 보냈는데, 그 편지의 번역본은 코르넬스 판 헴스커크가 보낸 것이었다. 그 편지는 네덜란드인들과 자유롭게 무역을 하고자 하는 발리의 요청을 명시할 뿐만 아니라 발리에서의 무역을 허가해 주었다. 이 외교적인 우호 및 무역 협정서는 네덜란드의 통치권을 발리가 인정하는 것으로 잘못 번역되었고, 이후 네덜란드가 그 섬에 대한 그들의 권리를 주장하는 데 사용되었다. 비록 바타비아(현재의 자카르타)를 중심으로 한 네덜란드 동인도 회사가 말루쿠 제도, 자와섬, 수마트라섬에서 매우 활동적이었지만, 네덜란드 동인도 회사는 주로 쌀 농업 왕국이었던 발리에서 부족한 농산물인 향신료 무역에 더 관심이 있었기 때문에 발리에 별로 관심이 없었다. 무역소의 개설은 1620년에 시도되었지만 지역의 적대감 때문에 실패했다. 네덜란드 동인도 회사는 발리 무역을 주로 아편과 노예 무역을 다루는 중국인, 아랍인, 부기와 때때로 네덜란드인과 같은 개인 무역상들에게 맡겼다.

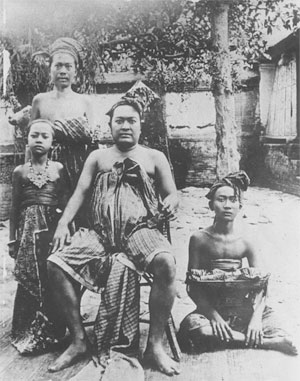
1908년 클룽쿵의 데와 아궁.

그러나 19세기에 네덜란드의 식민지배가 인도네시아 군도에 걸쳐 확대되고 그들이 발리를 탐하기 시작하면서 발리에 대한 네덜란드의 무관심은 완전히 바뀌었다. 네덜란드는 아편 밀수 근절, 무기 운영, 발리 타완 카랑 전통, 노예 제도를 핑계로 발리 왕국에 그들의 지배를 강요했다. 네덜란드 동인도 군대는 1846년, 1848년에 발리 북부를 침공했고, 마침내 1849년에 네덜란드는 발리 북부의 불렝 왕국과 젬브라나 왕국을 장악할 수 있었다.
1894년 네덜란드는 롬복 서부의 발리족 통치자에 대한 사삭 반란을 구실로 삼아 롬복을 간섭하고 정복했다. 네덜란드는 사삭 반란을 지원하여 롬복의 마타람에서 발리족 궁정을 상대로 군사 원정을 시작했다. 1894년 11월 말까지 네덜란드는 발리족의 진지를 전멸시켜 수천 명이 사망했고, 발리족은 투항하거나 푸푸탄 자살 의식을 치렀다. 롬복과 카랑가셈은 네덜란드령 동인도의 일부가 되었다.  곧 방글리와 지아나르의 궁정도 네덜란드의 종주권을 받아들였지만, 발리 남부는 계속 저항했다.
1906년 네덜란드는 발리 남부의 바둥 왕국과 타바난 왕국을 상대로 군사 원정을 시작하여 다시 발리 타완 카랑 전통을 핑계로 클룽쿵 왕국을 약화시켰다. 마침내 1908년 네덜란드는 아편 독점권을 확보한다는 명분으로 클룽쿵 궁정을 상대로 침공을 시작했다. 이 사건으로 네덜란드의 발리 정복은 끝이 났고, 그 무렵 발리는 네덜란드의 보호령이 되었다. 발리 왕실의 일부 구성원들은 여전히 살아남았지만, 네덜란드는 발리의 왕실 제도를 완전히 해체하고 발리 왕들의 권력과 권위를 파괴함으로써 발리 왕국의 수세기 통치를 끝냈다. 네덜란드 동인도 제도 시기에 발리와 소순다 제도의 식민지 수도는 북쪽 해안의 싱가라자에 위치했다.